# Ecuato Guineana
Ecuato Guineana (Ecuato Guineana de Aviación - EGA) fue una aerolínea con base en Malabo, Guinea Ecuatorial. Fue fundada en 1986 y era la aerolínea de bandera de Guinea Ecuatorial que efectuaba vuelos de carga y pasajeros en el oeste de África. Su principal base de operaciones era el Aeropuerto Internacional de Malabo.
Como todas las demás aerolíneas que tienen un certificado de operador aéreo emitido en Guinea Ecuatorial, a Ecuato Guineana se leprohibió operar dentro de la Unión Europea en 2006, aunque fue eliminada de la lista en 2007 porque ya no tenía un certificado de operador aéreo, es decir, cesó operaciones. Es mismo año se constituyó la aerolínea ecuatoguineana CEIBA Intercontinental.

## Antiguos destinos
Ecuato Guineana efectuaba los siguientes vuelos:
| Países            | Destinos   | Aeropuertos                                      |
| ----------------- | ---------- | ------------------------------------------------ |
| Camerún           | Duala      | Aeropuerto Internacional de Duala                |
| Gabón             | Libreville | Aeropuerto Internacional de Libreville-Leon M'ba |
| Guinea Ecuatorial | Bata       | Aeropuerto de Bata                               |
| Guinea Ecuatorial | Malabo     | Aeropuerto de Malabo-Santa Isabel (HUB)          |

- Destinos domésticos regulares: Bata y Malabo.

- Destinos internacionales regulares: Duala y Libreville.

## Flota histórica
La flota de Ecuato Guineana incluía:
| Aeronaves              | Total | Introducido | Retirado | Matrículas                    |
| ---------------------- | ----- | ----------- | -------- | ----------------------------- |
| Antonov An-24          | 3     | 2001        | 2004     | RA-47741, EW-46631 y UR-26175 |
| Boeing 737-200         | 1     | 2005        | 2007     | 3C-HAC                        |
| Embraer ERJ-145        | 1     | 2001        | 2007     | 3C-QQH                        |
| Fokker F27 Friendship  | 1     | 1988        | 1991     | F-BIUK                        |
| Fokker F28 Fellowship  | 1     | 2002        | 2003     | ZS-XGW                        |
| McDonnell Douglas DC-9 | 1     | 2001        | 2003     | 9Q-CWF                        |
| Yakovlev Yak-40        | 1     | 1996        | 1998     | RA-87847                      |

## Accidentes e incidentes
- 29 de diciembre de 1999: Los seis ocupantes de un Antonov An-28, número de cola 3C-JJI, perdieron la vida cuando el avión se estrelló en el Mar Negro, a 50 kilómetros (31 millas) al norte de Inebolu, mientras se dirigía de Kiev (Ucrania) a Teherán (Irán).[5]